# Театральный режиссёр

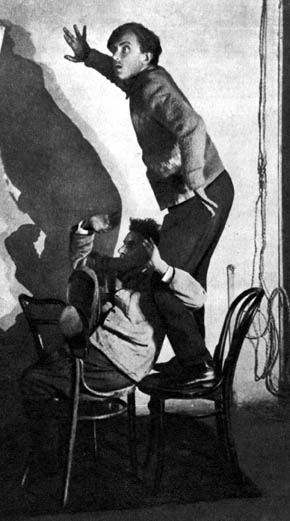
Всеволод Мейерхольд (слева) на репетиции «Ревизора». Хлестаков — Эраст Гарин

Театра́льный режиссёр —  руководитель творческого процесса в театре, осуществляющий постановку драматического или музыкально-драматического (оперы, оперетты, мюзикла) произведения. Театральный режиссёр иногда может совмещать должности художественного руководителя и директора театра, то есть возглавлять не только творческий процесс, но и административно-хозяйственную деятельность предприятия.

## Определение
Режиссёр драматического театра, на основе собственной интерпретации литературного первоисточника руководящий работой коллектива, определяющий ту общую задачу, ради которой произведение ставится на сцене, объединяющий усилия актёров, художника-декоратора, композитора и других участников спектакля, является режиссёром-постановщиком (иногда именуется просто постановщиком).
Режиссёром также называется и ближайший творческий помощник режиссёра-постановщика, который в пределах разработанного им плана постановки ведёт повседневную репетиционную работу.
Менее ответственные задания режиссёра-постановщика в процессе подготовки спектакля выполняет режиссёр-ассистент, или ассистент режиссёра.
Роль режиссёра-постановщика в оперном театре, как и в балете, обычно намного скромнее, чем в театре драматическом, поскольку интерпретатором оперы, как музыкально-драматического произведения, является дирижёр, а постановка балета, где содержание воплощается в хореографических образах, осуществляется прежде всего балетмейстером.

## История профессии
Режиссёрское искусство в современном понимании сложилось во второй половине XIX века; однако слово «режиссёр» появилось значительно раньше: в России оно вошло в употребление ещё во времена Елизаветы — с приездом в 1742 году французской труппы (в русском театре руководитель труппы или постановщик спектакля именовался «директором»).
В той или иной форме режиссура, как постановочное искусство, существовала и в античные времена. В древнегреческом театре в роли дидаскала (от греч. διδάσκαλος, didaskalos — «учитель»), организатора театральной постановки, нередко выступал драматург, что было обусловлено, не в последнюю очередь, традицией объединения в одном лице автора и исполнителя.
В эпоху Возрождения драматург нередко был одновременно и актёром, и руководителем труппы (или наоборот — возглавляющий труппу актёр становился драматургом), как, например, Анджело Беолько в Италии, Лопе де Руэда в Испании или Ганс Сакс в Германии. Аристократизация театра, начавшаяся во II половине XVI века, а в Италии — уже в конце XV века, усилила в нём зрелищное начало; сложное декорационное оформление и применение театральных механизмов, сделавших возможными полёты, превращения и прочие театральные эффекты, выдвинули на первый план искусство декоратора-машиниста и архитектора, — они, соответственно, и становились руководителями постановки. В Милане, при дворе Лодовико Моро, в конце XV века устроителем сценических представлений был Леонардо да Винчи, не только как художник, но и первоклассный механик, создавший для придворного театра изощрённые механические конструкции. И в следующие века роль оформителей неизменно возрастала там, где театр превращался в пышное зрелище.
В театре эпохи классицизма (XVII—XVIII века), с его условными декорациями, единой эстетикой и регламентированными приёмами актёрской игры, роль руководителя постановки вернулась к драматургу, который, как, например, Мольер, мог быть одновременно и руководителем труппы, и актёром. Сам ставил свои трагедии и Расин в парижском театре Бургундского отеля.
Во второй половине XVIII века руководителем труппы всё чаще становился ведущий актёр, не совмещавший свою деятельность с литературным творчеством. Руководитель Гамбургского театра Фридрих Шрёдер первый ввёл в практику предварительные читки пьес и регулярные репетиции. Реформатором театра в конце XVIII века стал великий французский актёр Франсуа-Жозеф Тальма, возглавлявший «Театр Революции» в Париже.

### Постановочное искусство в России
В России при учреждении первого «для представления трагедий и комедий театра» 30 августа 1756 года дирекция была поручена драматургу А. П. Сумарокову, который на первых порах был и организатором русского драматического театра, и постановщиком спектаклей. Режиссёрские обязанности по русской труппе при этом выполняли и ведущие актёры — Фёдор Волков и Иван Дмитревский. После ухода Сумарокова в отставку в указах «первым актёром», «первым комедиантом» именовался Волков, и это звание возлагало на него обязанности управления труппой.
С начала XIX века должность режиссёра входила в штатное расписание драматической труппы, однако обязанности его были в основном административными и техническими. При этом в роли постановщиков спектаклей могли выступать Крупные драматурги, в частности, Н. В. Гоголь, А. Н. Островский, иногда художники, как, например, М. А. Шишков, и весьма часто — суфлёры

### Рождение профессии
На протяжении XIX столетия в драматическом театре, как и на оперной сцене, царили премьеры и примадонны, спектакли ставились главным образом для них, под ведущих актёров труппы могли перекраиваться не только роли, но и пьеса в целом, демонстрация их актёрского мастерства превращалась в самоцель, всё остальное оказывалось несущественным и обрастало штампами, разные пьесы могли разыгрываться в одних и тех же условных декорациях.
Первыми профессиональными режиссёрами считаются Чарлз Кин в Англии и Генрих Лаубе в Германии, ещё в 50-х годах XIX века по-разному пытавшиеся упорядочить взаимоотношения между драмой, с одной стороны, и актёрской игрой, сценографией, костюмами и т. д. — с другой. В то время как Кин в своих монументальных постановках разрабатывал методы «зрелищной режиссуры»: их отличала пышность исторического антуража и умелая организация массовых сцен, — Лаубе исповедовал режиссуру «разговорную»: в его гораздо более скромных спектаклях современники отмечали небывалую ансамблевость актёрской игры и высокую культуру сценической речи. Режиссёром-профессионалом был и герцог Георг II, с 1866 года руководивший Мейнингенским театром; но Георга II, который нередко сам создавал эскизы костюмов и декораций, интересовала главным образом художественно-оформительская часть.
Настоящий перелом наступил в конце XIX века: сначала Мейнингенский театр под руководством Людвига Кронека, чуть позже «Свободный театр» Андре Антуана в Париже и «Свободная сцена» Отто Брама в Берлине впервые выдвинули принципы ансамблевости, подчинения всех компонентов спектакля единому замыслу, бережного отношения к авторскому тексту, достоверности в воссоздании исторического или бытового антуража. Новые задачи требовали превращения руководства постановкой в особую профессию — режиссёра в современном понимании, обладающего всем комплексом знаний и навыков, необходимых для решениях этих задач, и способствовали утверждению его главенствующей роли в драматическом театре. Французские историки театра считают датой рождения режиссуры тот день, когда состоялся первый спектакль «Свободного театра» А. Антуана, — 30 марта 1887 года. В Германии появление режиссуры принято связывать с деятельностью Мейнингенского и Байройтского театров и, соответственно, относить его к концу 70-х или к 80-м годам XIX века.
Если в Западной Европе в конце XIX века шли дискуссии о том, кто важнее в драматическом театре, то в России Константин Станиславский и Владимир Немирович-Данченко, сделали режиссёра-профессионала безоговорочно главной фигурой. Более того, Станиславский фактически стал одним из родоначальников, создателем режиссуры как профессии. Реформа режиссёрского искусства, осуществленная Станиславским в Художественном театре, дала новое направление искусству театра. В своей режиссёрской практике К. С. Станиславский широко пользовался всеми средствами выразительности, находящимися в распоряжении режиссёра, всегда стараясь подчинить их единой цели — воплощению идеи пьесы.

Константин Сергеевич так писал об этом:
«Режиссёр — это не только тот, кто умеет разобраться в пьесе, посоветовать актёрам, как её играть, кто умеет расположить их на сцене в декорациях, которые ему соорудил художник. Режиссёр — это тот, кто умеет наблюдать жизнь и обладает максимальным количеством знаний во всех областях, кроме своих профессионально-театральных. Иногда эти знания являются результатом его работы над какой-нибудь темой, но лучше их накапливать впрок. Наблюдения тоже можно накапливать специально к пьесе, к образу, а можно приучить себя наблюдать жизнь и до поры до времени складывать наблюдения на полочку подсознания. Потом они сослужат режиссёру огромную службу».
Станиславский стал творцом, можно даже сказать изобретателем новой эстетики сценического искусства, утверждавшей взгляд на спектакль как на целостное художественное произведение, где все компоненты, образ, создаваемый актёром, пластическое решение, декорации, музыкальное оформление, подчинены общей идее, общему замыслу и согласованы между собой. Новые цели, поставленные перед всеми творцами спектакля, принципиально изменили роль каждого из них в его создании.

## Режиссёр в XX веке

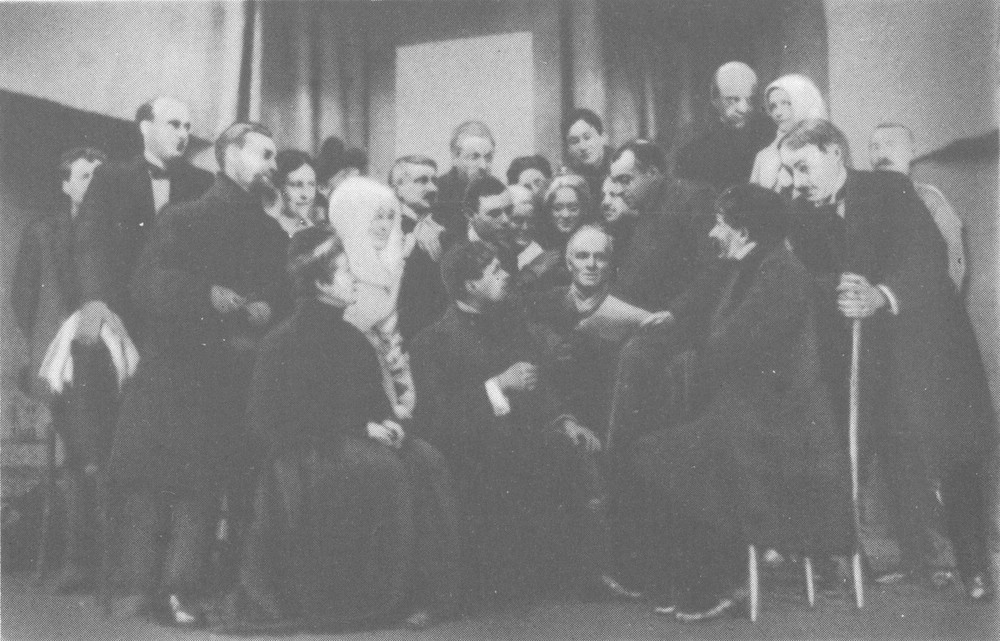
Евгений Вахтангов (в центре) на репетиции в своей студии

В России режиссёрский театр утверждали многочисленные ученики Станиславского и Немировича-Данченко: Евгений Вахтангов, Всеволод Мейерхольд, Андрей Лаврентьев, Алексей Дикий, Алексей Попов, Андрей Лобанов и многие другие; в дальнейшем — ученики учеников: Константин Тверской, Николай Охлопков, Георгий Товстоногов…
В западноевропейском театре были свои выдающиеся режиссёры, прежде всего Макс Рейнхардт и Эрвин Пискатор; режиссёр и драматург ещё раз объединились в лице Бертольта Брехта. Вместе с тем многие выдающиеся режиссёры, в том числе Б. Брехт и М. Валлентин в Германии, Луи Жуве и Жорж Питоев во Франции, испытали на себе влияние русского театра.
В театре XX века при постановке спектакля всё уже подчинялось режиссёрскому замыслу, который предполагает интерпретацию пьесы в целом и каждого отдельного персонажа, определение необходимых для данной пьесы особенностей актёрского исполнения, решение спектакля в пространстве (разработку мизансцен) и во времени — определение его ритма и темпа; нередко режиссёр брал на себя и художественное оформление спектакля, особенно если по другой своей профессии он был художником, как, например, Николай Акимов; в других случаях определял принципы художественного оформления вместе с художником, музыкального — с композитором.
Участие в создании спектакля спонсора (продюсера) могло существенно ограничить свободу режиссёра, в частности в выборе актёров; в остальных случаях назначение исполнителей также входило в компетенцию режиссёра-постановщика. Театральная революция, совершившаяся в конце XIX века, выдвинула, по словам Анатолия Смелянского, «личность режиссёра как художника-творца, маркировавшего все компоненты зрелища».
При этом и в рамках режиссёрского театра взаимоотношения режиссёра с актёрами могли быть различными. Говоря о крупнейших режиссёрах советского театра периода расцвета (1950—1970-х годов), С. Бушуева отмечала, что, например, Г. Товстоногов, как художник эпического плана, при отсутствии выраженного режиссёрского голоса, властно направлял спектакль, подчиняя игру каждого ансамблю, позволяя актёру «тот максимум самопроявления, который возможен в рамках эпической структуры»; Олег Ефремов в «Современнике», всегда оставаясь лидером, растворился в коллективе своих актёров: «Это было актёрское братство, монастырь, коммуна, где даже личностное начало каждого выступало в виде ощущения общей причастности к поколению», — в известном смысле ефремовский «Современник» можно было назвать «саморегулирующимся художественным организмом». Анатолий Эфрос был лидером иного склада: «Он не только тщательно отбирал созвучных себе актёров… Он целенаправленно культивировал определённые черты каждой художественной личности, концентрируя их в маске, вбирающей в себя сущностное начало актёрской индивидуальности». Юрий Любимов, напротив, в полной мере оставаясь «автором спектакля», предоставлял своим актёрам полную свободу самовыражения, в пределах точного режиссёрского замысла оставлял им широкие возможности для импровизации.

### Художественный руководитель
В конце XIX века появилось — в лице Людвига Кронека, Андре Антуана и Отто Брама, — а в XX веке в европейском драматическом театре утвердилось такое явление, как режиссёр — художественный руководитель театра. Не просто постановщик спектаклей, но человек, формирующий труппу, подбирающий «под себя» сценографов и композиторов, работающих в театре на постоянной основе, и, не в последнюю очередь, определяющий репертуарную политику театра, в СССР — в меру отпущенной цензурой свободы. Именно этот человек придаёт театру своеобразие, определяет его лицо: нет во главе коллектива крупного художника — нет и лица.
С приходом и уходом своих художественных руководителей, а иногда и вместе с ними театры переживали расцветы и упадки, выдвигались в первый ряд или уходили в тень, иногда просто существенно менялись.

### Режиссура в оперном театре
На протяжении XX века роль режиссёра возрастала и в оперном театре; ещё в 1919 году К. С. Станиславский и Вл. И. Немирович-Данченко создали оперные студии — с целью перенесения своей театральной реформы и в музыкальный театр. Режиссёрским с самого начала был и основанный в 1947 году в Берлине театр «Комише опер», чей опыт вызвал в Европе немало подражаний. В 1950—1960-х годах в Западной Европе уже говорили о «засилии режиссуры» в опере, вызывавшем недовольство как у вокалистов, так и у дирижёров.
С другой стороны, с развитием и совершенствованием звукозаписи оперные театры всё чаще, особенно в отсутствие «звёзд» и именитых дирижёров, делали ставку на неожиданные режиссёрские решения. Так, в театре «Геликон-Опера» главной фигурой является режиссёр — Дмитрий Бертман.

## Режиссёр в XXI веке
Коммерциализация театрального дела, с конца XX века охватившая и бывшее пространство СССР, в значительной мере возвращает театр к дорежиссёрским временам. Как отмечает французский театровед Патрис Пави в «Словаре театра», потребность сцены в режиссёре периодически оспаривается другими участниками театрального процесса: актёр, если он «звезда» и публика ходит на него, требует свободы от тиранических указаний режиссёра-постановщика; художник сцены желает без посредника вовлечь в своё игровое пространство и актёров, и публику; театральный «коллектив» отказывается признавать ранжирование в труппе, берёт на себя заботу о спектакле и предлагает коллективное творчество; наконец, антрепренёр, продюсер или спонсор стремится подчинить и выбор репертуара, и трактовку произведений, и распределение ролей коммерческим интересам, что неизбежно превращает режиссёра в фигуру зависимую и в конечном счёте второстепенную